# Tricimba stigma
Tricimba stigma är en tvåvingeart som beskrevs av Kanmiya 1983. Tricimba stigma ingår i släktet Tricimba och familjen fritflugor. Inga underarter finns listade i Catalogue of Life.